# عثمان باری
عثمان باری (انگلیسی: Ousmane Barry؛ زادهٔ ۲۷ سپتامبر ۱۹۹۱) بازیکن فوتبال اهل گینه است.
از باشگاه‌هایی که در آن بازی کرده است می‌توان به باشگاه فوتبال کاوالا، باشگاه فوتبال ستاره ساحلی، باشگاه فوتبال تارتو تامکا، باشگاه فوتبال لاریسا، و باشگاه ورزشی کچکمتی اشاره کرد.
وی همچنین در تیم ملی فوتبال گینه بازی کرده است.